# Holger Demme
Holger Demme (* 25. November 1962) ist ein ehemaliger deutscher Fußballspieler. In der höchsten Spielklasse des DDR-Fußballs, der Oberliga, spielte er für den FC Rot-Weiß Erfurt.

## Sportliche Laufbahn
Der 1962 geborene Stürmer etablierte sich ab Mitte der 1980er-Jahre als Stammkraft bei der BSG Motor Nordhausen, zu der er 1981 von der BSG Aktivist Menteroda gewechselt war, in der zweitklassigen Liga. Zum Jahreswechsel 1987/88 wurde er zum FC Rot-Weiß Erfurt, einem der staatlich geförderten Fußballclubs im ostdeutschen Leistungssport, delegiert. Demme debütierte am 15. Spieltag der Spielzeit 1987/88 bei der 1:5-Auswärtsniederlage gegen die SG Dynamo Dresden im DDR-Oberhaus. In den insgesamt zwölf Einsätzen seiner Oberligapremierensaison erzielte der Angreifer vier Tore.
Im Folgejahr traf der in allen 26 Spielen eingesetzte 1,80 Meter große gelernte Mechaniker fünfmal ins gegnerische Tor. In der Wendesaison der Oberliga gelang ihm in 15 Partien nur ein Treffer. Im Sommer vor der Wiedervereinigung wechselte Demme vom FC Rot-Weiß zum SSV Reutlingen 05. Während er im Ligaalltag nunmehr in der drittklassigen Amateur-Oberliga Baden-Württemberg auflief, konnte er zu Beginn der 1990er-Jahre mit dem Team aus der früheren Reichsstadt zweimal in Folge im deutschen Vereinspokal antreten. Bei der Erstrundenniederlage 1990/91 gegen den Karlsruher SC (3:6 nach Verlängerung) war er unter den Reutlinger Torschützen.